# 라콜

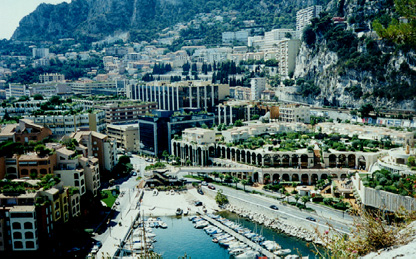
모나코빌에서 본 라콜

라콜(프랑스어: La Colle)은 모나코를 구성하는 10개 행정구 가운데 하나이며 면적은 0.11km2, 인구는 2,829명(2000년 기준)이다. 과거 라콩다민에서 분리되어 신설되었으며 모나코 북서부와 퐁비에유 북쪽에 위치한다. 산업 시설과 교육 시설이 들어서 있으며 국영학교 1개, 사립학교 1개가 들어서 있다.